# Уста (Воскресенский район)
Уста — исчезнувшая (нежилая) деревня в Воскресенском районе Нижегородской области. Находилась на территории современного Глуховского сельсовета.

## География
Населённый пункт основан на реке Уста, при впадении в неё притока Кузиха. Приток отделяет Уста от села Белоусово.
Деревня находится примерно в 17 км от Воскресенского, 8 км от Глухова.

## История
Согласно Топографическим межевым атласам Менде А. И. 1850-х гг. деревня обозначена как Мельница Уста
Населённый пункт относился к Глуховской волости Макарьевского уезда Нижегородской губернии.

## Транспорт
Автодорога местного значения 22Н-1664 «Глухово — Белоусово» протяжённостью 5,369 км.